# Карпов, Евгений Анатольевич
Евгений Анатольевич Карпов (19 февраля 1921 — 25 мая 1990, Москва) — советский генерал-майор медицинской службы, кандидат медицинских наук, специалист в области авиационной и космической медицины, член Комиссии по отбору первых советских космонавтов в отряд. 
В 1960—1963 годы являлся организатором и первым командиром Войсковой части № 26266 (начальник Центра подготовки космонавтов).

## Биография
Родился 19 февраля 1921 года в селе Казацкое Киевской губернии УНР (ныне — Звенигородский р-н Черкасской области Украины). 
Окончив спецшколу № 92 в г. Киеве, с 1938 года по 1943 год обучался в Военно-медицинской академии РККА. С 1943 года по 1947 год на действительной военной службе в формированиях Авиации дальнего действия в должностях — старшего батальонного врача и начальника медицинской службы дивизии ВВС. 

### На службе в ГНИИ авиационной и космической медицины
С 1947 года занимал должности — врача-специалиста отдела авиационной медицины штаба Авиации дальнего действия, находился в прикомандировании к кафедре военной медицины ЦИУВ и в этом же году был назначен старшим научным сотрудником ГНИИИ авиационной и космической медицины, был участником первичного отбора космонавтов и принимал участие в разработке инструкции по их отбору, которая была утверждена составами президиумов АН СССР и АМН СССР.

### Во главе Центра подготовки космонавтов
С 1960 года занимался организацией и с 7 марта 1960 года был первым начальником Центра подготовки космонавтов ВВС. В 1961 году входил в состав комиссии по приёму выпускных экзаменов у первых шести космонавтов, в том числе у Ю. А. Гагарина и Г. С. Титова. По словам Карпова о назначении Гагарина первым номером: 

Когда мы узнали, что вышли на предстартовую прямую, когда назначили эту шестерку из отряда, стали думать: а кто же лидер? Так что мнение, что Гагарин вдруг появился, и его назначил Сергей Павлович Королёв или Николай Петрович Каманин — досужие вымыслы. Они бы, если было плохо, за это не отвечали. Все было достаточно хорошо и убедительно подготовлено. Рекомендация Центра была очень обоснована: мы знали, что могут предстоять разговоры со следователем и прокурором. Это все имелось в виду. Достаточно было простудного заболевания, гриппа, намека на пневмонию, и его бы отставили. Мог заболеть и любой из наших назначенных и рекомендуемых – и Гагарин, и Титов. Ребята знали, что одно дело – рекомендация Центра, пусть и обоснованная, другое дело – само решение.
Недели за полторы на космодроме сложилась такая картина: предполетные проверки в МИКе выяснили, что характеристики и весовые элементы не только исчерпаны, но и превышены. Начался поиск: где найти вес, который можно снять. Сергей Павлович предупредил, что ему стало известно, что Титов более чем на 4 кг легче Гагарина. Если он не найдет, что снять с борта, то воспользуется этим обстоятельством. Королев есть Королев: туда он поставил столько, сколько можно было. Узнав о таком положении, о том, что его акции очень поднялись, вы сами понимаете, как Титов загорелся, хотя он горел желанием уйти в полет первым и до этого. Но дальше его ждало разочарование. Прошла комиссия, после того как Сергей Павлович нашел методику, с которой снял более, чем 8 кг, и все стало на свои места. Легко сейчас об этом сказать. Вы представьте состояние молодых людей, которые соревновались и ждали окончательного решения. Надо сказать, к чести Титова, он, выслушав без энтузиазма [решение] о его назначении дублером, и, конечно, с потухшим взором, сказал каким-то севшим голосом, вовсе не веря в то, что Гагарину понадобится его помощь, что придет ему на смену. Все-таки Герман помогал ему очень честно. Эта психологическая подборка, а ведь она была двойная – кроме Титова, который подпирал Гагарина все время, за ним стояли еще четыре человека. […]
12 апреля 1961 года Е. А. Карпов был сопровождающим Гагарина на космодром Байконур для совершения первого в мире полёта в космическое пространство на космическом корабле Восток. В 1961 году Указом Президиума Верховного Совета СССР «За обеспечение первого в мире космического полета человека» Е. А. Карпов был награждён Орденом Ленина. В 1966 году Постановлением Совета министров СССР ему  было присвоено звание генерал-майор медицинской службы.

### Последующая деятельность
С 1963 года по 1973 год был заместителем начальника ГНИИИ авиационной и космической медицины, занимался организацией исследований в области концепции профессионального здоровья лётчика и разработки классификации функциональных состояний членов экипажей.
С 1973 года по 1978 год — директор филиала авиационной медицины ГНИИ гражданской авиации, занимался организацией автоматизированной многоканальной системы предполётного медицинского контроля для лётных экипажей.
Скончался 25 мая 1990 года в Москве, похоронен на Кунцевском кладбище.

## Награды
За период военной службы генерал-майор м/с Е. А. Карпов был награждён орденом Ленина (17.06.1961), Отечественной войны I степени (06.04.1985), двумя орденами Красной Звезды (08.06.1945, 03.11.1953), медалями «За боевые заслуги» (20.06.1949), «За оборону Ленинграда» (12.12.1942), «За победу над Германией в Великой Отечественной войне 1941—1945 гг.» (09.05.1945).